# Phylactère Cola
 (mars 2017).
 (octobre 2009).
Si vous disposez d'ouvrages ou d'articles de référence ou si vous connaissez des sites web de qualité traitant du thème abordé ici, merci de compléter l'article en donnant les références utiles à sa vérifiabilité et en les liant à la section « Notes et références ».
Phylactère Cola est une série télévisée d'humour diffusée à partir du 15 octobre 1995 sur la Télé Comm 9 dans la ville de Québec, puis à partir du 16 janvier 2002 à Télé-Québec.
Collectif québécois de vidéastes/réalisateurs/comédiens autodidactes. Groupe expansif et avant-gardiste prônant le DIY («Faites-le vous-mêmes»). Fortement influencés par la bande dessinée, les membres du groupe sont les habiles précurseurs d'une jeune génération d'artistes qui privilégient le court métrage comme mode d'expression. À la suite de la diffusion de leur série télévisée, de 2002 à 2003, sur les ondes de Télé-Québec, Phylactère Cola se veut en quelque sorte le porte-étendard d'un renouveau humoristique teinté d'absurde et de critique sociale et leur influence commence même à se faire sentir dans le "mainstream" télévisuel du Québec.

## Débuts à la télévision communautaire
Le collectif naît en 1995, alors que Daniel Boulanger, Yves Baril, Steve Landry, Édouard Tremblay, Martin Giraldeau, Francis Lauzon, Patrick Boivin et Jocelyn Simard, huit jeunes créateurs de Québec passionnés pour la bande dessinée, se joindront à Éric Pfalzgraf pour animer dix émissions à la télévision communautaire Télécom 9, une station de télévision communautaire de Québec, sur le thème de la bande dessinée. Pour les besoins de ce concept télévisuel, le groupe d'illustrateurs fait alors le choix de troquer la planche à dessin pour la caméra et s'improvisent alors tour à tour scénaristes, cadreurs, acteurs, scénographes, cascadeurs et bruiteurs, tout en choisissant collectivement de garder comme seules limites celles de leur imagination. Éric Pfalzgraf prendra alors en charge les aspects sonores.

## Distribution
- Daniel Boulanger : BoO
- Yves Baril : Brazil
- Steve Landry : Carnior
- Édouard Tremblay : Eddie 69
- Martin Giraldeau : Giral
- Francis Lauzon : L'Ami Francis
- Éric Pfalzgraf : lui-même
- Patrick Boivin : Psychopat
- Jocelyn Simard : Strob

## Prix
- 2002 : Prix Gémeaux : Meilleure réalisation : spéciale ou série humoristique (Psychopat)
- 2003 : Prix Gémeau, Meilleur son : humour, variétés, arts de la scène, talk show (Sen Fortier, Éric Pfalzgraf)